# Gertjan Meerkerk
Gertjan Meerkerk (Hardinxveld-Giessendam, 27 mei 1993) is een Nederlands topkorfballer. Hij speelt namens DVO in de Korfbal League. In 2019-2020 en 2021-2022 werd hij de mannelijke topscoorder van de zaalcompetitie. In 2023 stond Meerkerk in de zaalfinale in Ahoy met DVO.

## Begin van carrière
Meerkerk begon met korfbal bij Vriendenschaar uit Hardinxveld-Giessendam. Daar speelde hij t/m 2010.
In 2010 verruilde Meerkerk van club en ging hij spelen bij GKV uit Gorinchem, een club die op dat moment nog niet in de Hoofdklasse speelde, maar daar promoveerde de club in 2011 wel naartoe.
Meerkerk en GKV eindigden in seizoen 2014-2015 als 2e in de Hoofdklasse B, waardoor het zichzelf plaatste voor de kruisfinales. In de play-off serie speelde GKV tegen DOS'46, een voormalig Korfbal League ploeg. GKV verloor deze serie in 2 wedstrijden.
In het seizoen erna, 2015-2016 gebeurde het tegenovergestelde als het jaar ervoor. In plaats van play-offs eindigde GKV op laatste plaats in de Hoofdklasse A met 6 punten. Hierdoor degradeerde het terug naar de Overgangsklasse.

## KCC
Na de degradatie met GKV in 2016 wilde Meerkerk in de Hoofdklasse blijven spelen om zichzelf te verbeteren. Hij verruilde van club en ging spelen bij KCC uit Capelle aan den IJssel dat wel in de Hoofdklasse speelde.
Onder coach Richard van Vloten was Meerkerk basisspeler in de hoofdmacht en KCC speelde in 2016 op het veld zelfs in de Ereklasse, de hoogste Nederlandse veldcompetitie. Hierdoor kon Meerkerk zich meten met de top van Nederland met tegenstanders in de Ereklasse B zoals PKC en TOP.
In de zaalcompetitie deed KCC goede zaken in de Hoofdklasse B. Het stond na de reguliere competitie 1e met 26 punten uit 14 wedstrijden, het hoogste van dat seizoen. In de play-offs speelde het tegen de nummer 2 van de Hoofdklasse A, namelijk Dalto. In de derde, beslissende wedstrijd won KCC met 17-15 waardoor het zichzelf plaatste voor de Hoofdklasse Finale. In de Hoofdklasse finale van 2017 was Avanti de tegenstander van KCC. In een uitverkochte PKC-hal won KCC duidelijk met 31-20, waardoor directe promotie naar de Korfbal League een feit was.
In seizoen 2017-2018 speelde Meerkerk met KCC voor de eerste keer in de clubhistorie van KCC in de Korfbal League. KCC deed in dit seizoen goede zaken, want het speelde zichzelf veilig door op een 8e plek te eindigen, iets wat een promovendus niet vaak overkomt in het eerste seizoen. Ook speelde Meerkerk zichzelf in de kijker door in 17 wedstrijden 113 goals te maken. Hij eindigde hierdoor op de 6e plek van de topscoorderslijst.
Op het veld ging het echter mis met KCC. Het werd laatste in de Ereklasse A waardoor het degradeerde.

## DVO
Na 2 seizoenen bij KCC verruilde Meerkerk van club en ging hij spelen bij het Bennekomse DVO/Accountor, een ploeg die het moeilijk had. In het off-season van 2018 vertrokken de 2 beste spelers van DVO en was ook coach Ben Crum gestopt. DVO stelde Richard van Vloten aan als nieuwe hoofdcoach en Meerkerk volgde zijn voormalig KCC coach mee naar DVO/Accountor. In het korfbal league seizoen 2018-2019 waren de rollen van KCC en DVO omgekeerd. In dit seizoen eindigde DVO/Accountor, met Meerkerk, op de 8e plaats en werd KCC 9e. Uiteindelijk zou KCC, Meerkerk's oude ploeg, degraderen. In dit seizoen maakte Meerkerk 98 goals in 18 wedstrijden en werd 9e op de lijst van topscoorders in de Korfbal League. In het, wegens de uitbraak van het coronavirus, vooralsnog niet beëindigde seizoen 2019-2020, deed Meerkerk het met zijn club aanmerkelijk beter. DVO/Accountor eindigde in de voorlopige eindrangschikking op de 6e plaats. Als topscoorder deed Meerkerk nog nadrukkelijker van zich spreken; hij scoorde in 134 goals in 17 wedstrijden en werd daarmee topscoorder in de Korfbal League.
In het veldseizoen 2018-2019 deed DVO het erg goed en zat het dicht bij de play-offs. De ploeg behaalde 13 punten maar werd net 3e vanwege onderling resultaat met concurrent TOP.
In 2019-2020 werd het seizoen bijna uitgespeeld. In de zaal speelde elk team uiteindelijk 17 speelrondes totdat de bond op 7 april 2020 de competitie stillegde vanwege de coronapandemie. Wel had DVO het goed gedaan, want het stond na deze 17 speelrondes op de 6e plek. Ook was er, ondanks de vervallen competitie, klein individueel succes voor Meerkerk - hij werd wel topscoorder van de Korfbal League met 134 goals.
In 2020-2021 was de competitie-opzet wat veranderd vanwege de coronamaatregelen. Zo was de korfbal league uitgebreid van 10 naar 12 teams en werd er gespeeld in 2 poules.
Na de reguliere wedstrijden stond DVO in de play-offs. In de best-of-3 serie verloor DVO van PKC, de ploeg die dat jaar de zaalkampioen zou worden. Wel had DVO de weg naar boven gevonden.
In seizoen 2021-2022 wilde DVO bij de top van Nederland horen. In de zaalcompetitie liet DVO van zich horen door zich vrij overtuigend te plaatsen voor de kampioenspoule (17 punten uit 10 wedstrijden). Ook plaatste DVO zich al voor het eind van de competitie voor de play-offs. DVO verloor de best-of-3 serie tegen PKC, waardoor het zich niet plaatste voor de Nederlandse zaalfinale. Wel werd Meerkerk in dit seizoen de mannelijke topscoorder van de Korfbal League.
Iets later, in de veldcompetitie, stond DVO ook in de play-offs. In de kruisfinale won DVO van zaalkampioen Fortuna en plaatste zich zodoende voor de eerste keer in de clubgeschiedenis voor de Nederlandse veldfinale. In deze finale was PKC de tegenstander. De wedstrijd was spannend, maar uiteindelijk verloor DVO de wedstrijd met 24-23.
Seizoen 2022-2023 was een belangrijk seizoen voor DVO. Zo stond de ploeg na 18 competitieduels op de derde plek met 25 punten. Hierdoor plaatste de ploeg zich voor de play-offs, waarin het uit kwam tegen regerend zaalkampioen Fortuna. In de best-of-3 serie won Fortuna de eerste wedstrijd overtuigend met 29-19, maar DVO wist zich op tijd te herpakken. Zo won DVO de tweede en derde (beslissende) wedstrijd en plaatste zich zodoende voor de eerste keer in de clubgeschiedenis voor de Nederlandse zaalfinale. In deze eindstrijd die in Ahoy werd gespeeld was PKC de tegenstander. Uiteindelijk won PKC de zaalfinale met duidelijke cijfers, 33-20. DVO moest genoegen nemen met de tweede plaats.
Iets later, in de veldcompetitie, deed DVO ook goede zaken. Na de reguliere competitie stond de ploeg op de 2e plaats in de Ereklasse B. Hierdoor plaatste DVO zich voor de kruisfinale. In deze wedstrijd trof DVO dezelfde tegenstander als in de playoffs in de zaal, namelijk Fortuna. In deze kruisfinale won Fortuna met 21-18, waardoor DVO zich niet plaatste voor de veldfinale.
In seizoen 2023-2024 deed DVO wederom goede zaken. In de zaalcompetitie stond DVO na de reguliere competitie met 27 punten op de 3e plek. Hierdoor plaatste de ploeg zich voor de play-offs. In de best-of-3 serie moest DVO uitkomen tegen LDODK. In de best-of-3 serie won DVO in 2 wedstrijden en plaatste zich zodoende voor het tweede jaar op rij voor de zaalfinale in Ahoy. En net als vorig jaar was PKC de tegenstander in de finale. Anders dan de finale van 2023 gaf DVO de gehele wedstrijd een strijd, maar uiteindelijk won PKC de finale met 23-21.
Iets later, in de veldcompetitie van 2023-2024 deed DVO ook weer goede zaken. Na de competitie stond het gelijk qua punten met Koog Zaandijk met 10 punten in poule 2. Echter, op basis van onderling restultaat werd DVO 1e in de poule. Hierdoor stootte DVO door naar de kruisfinale. In deze kruisfinale won DVO met 23-18 van DOS'46, waardoor DVO zich voor de veldfinale wist te plaatsen. Tegenstander was Fortuna. DVO speelde een sterke finale en won met 20-13, waardoor het Nederlands veldkampioen werd. Dit was de eerste nationale titel voor DVO in de clubhistorie.
Voor Seizoen 2024-2025 begon DVO met hoge verwachtingen. Vorig seizoen stonden ze in de zaalfinale en werden ze Nederlands veldkampioen en daarnaast waren zij weinig belangrijke spelers verloren. In het zaalseizoen was DVO dan ook oppermachtig. Uiteindelijk sloot DVO het zaalseizoen af op de 1e plaats, wat voor de club nog niet eerder was gebeurd. Hierdoor ging DVO als favoriet de play-offs in. In de best-of-3 serie trof DVO het Papendrechtse PKC. Helaas voor DVO verloren ze de serie in 2 wedstrijden, waardoor het zaalseizoen strandde in de play-offs.
Iets later, in de veldcompetitie, werd de ploeg 1e in de Ereklasse poule B. Hierdoor plaatste DVO zich voor de kruisfinale tegen DOS'46. In deze kruisfinale won DOS'46 met 21-19 waardoor DVO onttroond was als Nederlands veldkampioen. Na het seizoen nam de ploeg afscheid van coach Richard van Vloten.

## Erelijst
- Nederlands kampioen veldkorfbal, 1x (2024)
- Topscoorder Korfbal League, 4x (2020, 2022, 2024, 2025)

## Oranje
Meerkerk werd eind 2019 door bondscoach Wim Scholtmeijer benaderd om voor de Tulips uit te komen tijdens de jaarlijkse Korfbal Challenge, een internationaal toernooi wat ieder jaar in Rotterdam wordt gespeeld. Tijdens dit toernooi speelde Meerkerk drie wedstrijden voor de Tulips en werd hij tot tweemaal toe verkozen tot 'man of the match'. Op 8 april 2020 werd door het KNKV bekend gemaakt dat Meerkerk door bondscoach Scholtmeijer werd toegevoegd aan de tijdelijke selectie van TeamNL Korfbal.